# Milcoiu
Milcoiu là một xã thuộc hạt Vâlcea, România. Dân số thời điểm năm 2002 là 1299 người.